# 揺れるバスガイド 〜おっぱいがいっぱい〜
『揺れるバスガイド 〜おっぱいがいっぱい〜』（ゆれるバスガイド おっぱいがいっぱい）は、2005年1月28日にWaffleより発売されたアダルトゲーム。アニメーション追加版とDVD-PG版も発売された。

## 解説
おっぱい好きのユーザーに向けて制作されたアダルトゲームで、ゲーム内でおっぱいを揺らせることができる仕組みになっている他、エッチシーンでバスガイドに母乳を出させることができるなど、演出面にも力を入れている。
また、育成シミュレーションゲームとしての側面もあり、接待ツアーに向けて、バスガイドたちにエッチな研修を受けさせる内容となっている。

## あらすじ
橘観光は経営難で苦しむ中、社長の事故死という最悪の苦境に陥った。
多くの従業員が離れ、残ったのは運転手にして社長の甥である橘 修吾と、彼の幼馴染であるバスガイド瑚乃　風夏と桜間　衣帆の3人だけ。
社長夫人にして修吾の育ての親である舞の尽力により、条件付きながらも銀行への融資へのめどがついた。
その条件とは、「1か月でバスガイドを特訓させ、大型顧客向けに特別ツアーを行う。」というものであり、その特別ツアーはバスガイドが自ら顧客に性的な奉仕を行うという内容だった。そしてバスガイドの出来次第で融資額が決まるというものであった。

## 登場人物
橘 修吾（たちばな しゅうご）
このゲームの主人公。幼くして両親を失って以来、橘観光の社長である叔父に育てられた。

### ヒロイン
瑚乃 風夏（この ふうか）
声 - 白波遥
165cm、48kg、B94・W59・H90、9/7生まれ
修吾の幼馴染にして同期であるバスガイド。
長峰 のどか(ながみね のどか)
声 - まきいづみ
166cm、46kg、B105・W56・H86、10/23生まれ
修吾の幼馴染で、彼にとっては姉のような存在。既婚者。ある出来事を機に橘観光でバスガイドとして働き始めた。
おっとりしており、独特のあいさつの仕方をする。
桜間 衣帆（さくらま いほ）
声 - 一色ヒカル
141cm、40kg、B93・W52・H80、8/27生まれ
のどかの妹。社長の没後にバスガイドとして橘観光に入社した。経営の傾いた橘観光に残った、数少ない女性でもある。
姉より幼い顔立ちだが姉とは対照的な性格であり、人生経験から我の強い人物となった。非常に幼い外見をしているが巨乳。
一晩中接待をやらされて精神的なショックを受ける。
クリスティナ・ポマク
声 - 岬友美
172cm、49kg、B96・W57・H88、6/30生まれ
外国人女性。修吾に会いたい一心で日本語を勉強し、日本へやってきた。
橘 舞（たちばな まい）
声 - 北都南
173cm、53kg、B98・W58・H87、5/11生まれ
橘観光社長夫人にして、社員寮管理人。修吾にとっては叔母にあたり、育ての親でもある。
かつて橘観光でバスガイドを務めていたころ、後の社長と出会い結婚したという経緯があり、結婚後は経営のサポートを行っていた。

## スタッフ
- プロデューサー - ウシ太郎
- 原画 - 龍牙翔
- シナリオ - 仁村紳志、聖
- 企画・制作 - Waffle
- オープニングテーマ「夢の華」
  - 歌 - 中山♡マミ（Angel Note）

## 関連書籍

### ジュブナイルポルノ
揺れるバスガイド 〜おっぱいがいっぱい〜
原作：ワッフル、著：谷口東吾、原画：龍牙翔
パラダイム〈パラダイムノベルズ 255〉、2005年5月25日発売、ISBN 4-89490-755-0